# James Salter (nadador)
James Jamie Salter (Bromsgrove, Reino Unido, 18 de marzo de 1976) es un nadador retirado especializado en pruebas de estilo libre. Fue subcampeón de Europa en 400 metros libres durante el Campeonato Europeo de Natación en Piscina Corta de 1999.

## Palmarés internacional
| Campeonato Europeo de Natación en Piscina Corta | Campeonato Europeo de Natación en Piscina Corta | Campeonato Europeo de Natación en Piscina Corta | Campeonato Europeo de Natación en Piscina Corta |
| Año                                             | Lugar                                           | Medalla                                         | Prueba                                          |
| ----------------------------------------------- | ----------------------------------------------- | ----------------------------------------------- | ----------------------------------------------- |
| 1999                                            | Lisboa (Portugal)                               | Medalla de bronce                               | 400 m libre                                     |
| Campeonato Mundial de Natación en Piscina Corta |                                                 |                                                 |                                                 |
| Año                                             | Lugar                                           | Medalla                                         | Prueba                                          |
| 1997                                            | Gotemburgo (Suecia)                             | Medalla de bronce                               | 4 × 200 m libres                                |
| 2000                                            | Atenas (Grecia)                                 | Medalla de plata                                | 4 × 200 m libres                                |
| Campeonato Europeo de Natación                  |                                                 |                                                 |                                                 |
| Año                                             | Lugar                                           | Medalla                                         | Prueba                                          |
| 1997                                            | Sevilla (España)                                | Medalla de oro                                  | 4 × 200 m libres                                |
| 1999                                            | Estambul (Turquía)                              | Medalla de plata                                | 4 × 200 m libres                                |
| Campeonato Mundial de Natación                  |                                                 |                                                 |                                                 |
| Año                                             | Lugar                                           | Medalla                                         | Prueba                                          |
| 1998                                            | Perth (Australia)                               | Medalla de bronce                               | 4 × 200 m libres                                |